# 4e étape du Tour de France 1996
Pour un article plus général, voir Tour de France 1996.
La 4e étape du Tour de France 1996 a eu lieu le 3 juillet 1996 entre la ville de Soissons et le Lac de Madine sur une distance de 232 km. Elle a été remportée par le Français Cyril Saugrain (Aubervilliers 93-Peugeot) qui règle un groupe de cinq échappées. Il devance le Néerlandais Danny Nelissen (Rabobank) et le Suisse Rolf Jaermann (MG Boys Maglificio-Technogym). Présent dans l'échappée, le Français Stéphane Heulot (Gan) s'empare du maillot jaune de leader du classement général au détriment de son coéquipier et compatriote Frédéric Moncassin, arrivé au sein du peloton avec un peu plus de quatre minutes et trente secondes de retard.

## Déroulement

### Points distribués
| Sprint intermédiaire Nesles (km 29) | Sprint intermédiaire Nesles (km 29) | Sprint intermédiaire Nesles (km 29) | Sprint intermédiaire Nesles (km 29) | Sprint intermédiaire Nesles (km 29) |
| ----------------------------------- | ----------------------------------- | ----------------------------------- | ----------------------------------- | ----------------------------------- |
|                                     | Coureur                             | Pays                                | Équipe                              | Point(s)                            |
| 1er                                 | Jan Svorada                         | Tchéquie                            | Panaria-Vinavil                     | 6                                   |
| 2e                                  | Frédéric Moncassin                  | France                              | TVM-Farm Frites                     | 4                                   |
| 3e                                  | Mario Traversoni                    | Italie                              | Carrera Jeans                       | 2                                   |
| modifier                            |                                     |                                     |                                     |                                     |

| Sprint intermédiaire Cuperly (km 111) | Sprint intermédiaire Cuperly (km 111) | Sprint intermédiaire Cuperly (km 111) | Sprint intermédiaire Cuperly (km 111) | Sprint intermédiaire Cuperly (km 111) |
| ------------------------------------- | ------------------------------------- | ------------------------------------- | ------------------------------------- | ------------------------------------- |
|                                       | Coureur                               | Pays                                  | Équipe                                | Point(s)                              |
| 1er                                   | Mariano Piccoli                       | Italie                                | Brescialat-Verynet                    | 6                                     |
| 2e                                    | Stéphane Heulot                       | France                                | Gan                                   | 4                                     |
| 3e                                    | Rolf Jaermann                         | Suisse                                | MG Boys Maglificio-Technogym          | 2                                     |
| modifier                              |                                       |                                       |                                       |                                       |

| Sprint intermédiaire Saint-Mihiel (km 206) | Sprint intermédiaire Saint-Mihiel (km 206) | Sprint intermédiaire Saint-Mihiel (km 206) | Sprint intermédiaire Saint-Mihiel (km 206) | Sprint intermédiaire Saint-Mihiel (km 206) |
| ------------------------------------------ | ------------------------------------------ | ------------------------------------------ | ------------------------------------------ | ------------------------------------------ |
|                                            | Coureur                                    | Pays                                       | Équipe                                     | Point(s)                                   |
| 1er                                        | Mariano Piccoli                            | Italie                                     | Brescialat-Verynet                         | 6                                          |
| 2e                                         | Stéphane Heulot                            | France                                     | Gan                                        | 4                                          |
| 3e                                         | Rolf Jaermann                              | Suisse                                     | MG Boys Maglificio-Technogym               | 2                                          |
| modifier                                   |                                            |                                            |                                            |                                            |

| Arrivée d'étape Lac de Madine (km 232) | Arrivée d'étape Lac de Madine (km 232) | Arrivée d'étape Lac de Madine (km 232) | Arrivée d'étape Lac de Madine (km 232) | Arrivée d'étape Lac de Madine (km 232) |
| -------------------------------------- | -------------------------------------- | -------------------------------------- | -------------------------------------- | -------------------------------------- |
|                                        | Coureur                                | Pays                                   | Équipe                                 | Point(s)                               |
| 1er                                    | Cyril Saugrain                         | France                                 | Aubervilliers 93-Peugeot               | 35                                     |
| 2e                                     | Danny Nelissen                         | Pays-Bas                               | Rabobank                               | 30                                     |
| 3e                                     | Rolf Jaermann                          | Suisse                                 | MG Boys Maglificio-Technogym           | 26                                     |
| 4e                                     | Stéphane Heulot                        | France                                 | Panaria-Vinavil                        | 24                                     |
| 5e                                     | Mariano Piccoli                        | Italie                                 | Brescialat-Verynet                     | 22                                     |
| 6e                                     | Claudio Camin                          | Italie                                 | Brescialat-Verynet                     | 20                                     |
| 7e                                     | Emmanuel Magnien                       | France                                 | Festina-Lotus                          | 19                                     |
| 8e                                     | Djamolidine Abdoujaparov               | Ouzbékistan                            | Refin-Mobilvetta                       | 18                                     |
| 9e                                     | Arvis Piziks                           | Lettonie                               | Rabobank                               | 17                                     |
| 10e                                    | Fabio Baldato                          | Italie                                 | MG Boys Maglificio-Technogym           | 16                                     |
| modifier                               |                                        |                                        |                                        |                                        |

| Côte de Sermiers (km 64.5) 4e catégorie | Côte de Sermiers (km 64.5) 4e catégorie | Côte de Sermiers (km 64.5) 4e catégorie | Côte de Sermiers (km 64.5) 4e catégorie | Côte de Sermiers (km 64.5) 4e catégorie |
| --------------------------------------- | --------------------------------------- | --------------------------------------- | --------------------------------------- | --------------------------------------- |
|                                         | Coureur                                 | Pays                                    | Équipe                                  | Point(s)                                |
| 1er                                     | Danny Nelissen                          | Pays-Bas                                | Rabobank                                | 5                                       |
| 2e                                      | Mariano Piccoli                         | Italie                                  | Brescialat-Verynet                      | 3                                       |
| 3e                                      | Rolf Jaermann                           | Suisse                                  | MG Boys Maglificio-Technogym            | 1                                       |
| modifier                                |                                         |                                         |                                         |                                         |

| Côte du Lion (km 210) 3e catégorie | Côte du Lion (km 210) 3e catégorie | Côte du Lion (km 210) 3e catégorie | Côte du Lion (km 210) 3e catégorie | Côte du Lion (km 210) 3e catégorie |
| ---------------------------------- | ---------------------------------- | ---------------------------------- | ---------------------------------- | ---------------------------------- |
|                                    | Coureur                            | Pays                               | Équipe                             | Point(s)                           |
| 1er                                | Danny Nelissen                     | Pays-Bas                           | Rabobank                           | 10                                 |
| 2e                                 | Mariano Piccoli                    | Italie                             | Brescialat-Verynet                 | 7                                  |
| 3e                                 | Stéphane Heulot                    | France                             | Gan                                | 5                                  |
| 4e                                 | Rolf Jaermann                      | Suisse                             | MG Boys Maglificio-Technogym       | 3                                  |
| 5e                                 | Cyril Saugrain                     | France                             | Aubervilliers 93-Peugeot           | 1                                  |
| modifier                           |                                    |                                    |                                    |                                    |

## Classement de l'étape
| \| Classement de l'étape \| Classement de l'étape \| Classement de l'étape \| Classement de l'étape \| Classement de l'étape \| \| Coureur \| Coureur \| Pays \| Équipe \| Temps \| \| --------------------- \| ------------------------ \| --------------------- \| ---------------------------- \| --------------------- \| \| 1er \| Cyril Saugrain \| France \| Aubervilliers 93-Peugeot \| 5 h 43 min 50 s \| \| 2e \| Danny Nelissen \| Pays-Bas \| Rabobank \| + 0 s \| \| 3e \| Rolf Jaermann \| Suisse \| MG Boys Maglificio-Technogym \| + 0 s \| \| 4e \| Stéphane Heulot \| France \| Gan \| + 0 s \| \| 5e \| Mariano Piccoli \| Italie \| Brescialat-Verynet \| + 0 s \| \| 6e \| Claudio Camin \| Italie \| Brescialat-Verynet \| + 4 min 33 s \| \| 7e \| Emmanuel Magnien \| France \| Festina-Lotus \| + 4 min 33 s \| \| 8e \| Djamolidine Abdoujaparov \| Ouzbekistan \| Refin-Mobilvetta \| + 4 min 33 s \| \| 9e \| Arvis Piziks \| Lettonie \| Rabobank \| + 4 min 33 s \| \| 10e \| Fabio Baldato \| Italie \| MG Boys Maglificio-Technogym \| + 4 min 33 s \| |                          |             |                              |                 |
| |                          |             |                              |                 |
| |                          |             |                              |                 |
| Classement de l'étape |                          |             |                              |                 |
| Coureur | Coureur                  | Pays        | Équipe                       | Temps           |
| 1er | Cyril Saugrain           | France      | Aubervilliers 93-Peugeot     | 5 h 43 min 50 s |
| 2e | Danny Nelissen           | Pays-Bas    | Rabobank                     | + 0 s           |
| 3e | Rolf Jaermann            | Suisse      | MG Boys Maglificio-Technogym | + 0 s           |
| 4e | Stéphane Heulot          | France      | Gan                          | + 0 s           |
| 5e | Mariano Piccoli          | Italie      | Brescialat-Verynet           | + 0 s           |
| 6e | Claudio Camin            | Italie      | Brescialat-Verynet           | + 4 min 33 s    |
| 7e | Emmanuel Magnien         | France      | Festina-Lotus                | + 4 min 33 s    |
| 8e | Djamolidine Abdoujaparov | Ouzbekistan | Refin-Mobilvetta             | + 4 min 33 s    |
| 9e | Arvis Piziks             | Lettonie    | Rabobank                     | + 4 min 33 s    |
| 10e | Fabio Baldato            | Italie      | MG Boys Maglificio-Technogym | + 4 min 33 s    |

## Classement général
Grâce à un meilleur classement que ces autres compagnons d'échappée, le Français Stéphane Heulot (Gan) s'empare de la tête du classement général et du maillot jaune au détriment de son coéquipier et compatriote Frédéric Moncassin. Il devance l'Italien Mariano Piccoli (Brescialat-Verynet)  de 22 secondes et le vainqueur de l'étape Cyril Saugrain (Aubervilliers 93-Peugeot) de 34 secondes. La plupart des favoris de cette édition du Tour de France se retrouve à environ quatre minutes du nouveau leader.
| \| Classement général \| Classement général \| Classement général \| Classement général \| Classement général \| \| Coureur \| Coureur \| Pays \| Équipe \| Temps \| \| ------------------ \| ------------------ \| ------------------ \| ---------------------------- \| ------------------ \| \| 1er \| Stéphane Heulot \| France \| Gan \| 22 h 53 min 55 s \| \| 2e \| Mariano Piccoli \| Italie \| Brescialat-Verynet \| + 22 s \| \| 3e \| Cyril Saugrain \| France \| Aubervilliers 93-Peugeot \| + 34 s \| \| 4e \| Rolf Jaermann \| Suisse \| MG Boys Maglificio-Technogym \| + 34 s \| \| 5e \| Danny Nelissen \| Pays-Bas \| Rabobank \| + 1 min 35 s \| \| 6e \| Frédéric Moncassin \| France \| Gan \| + 3 min 54 s \| \| 7e \| Alex Zülle \| Suisse \| ONCE \| + 4 min 05 s \| \| 8e \| Evgueni Berzin \| Russie \| Gewiss-Playbus \| + 4 min 08 s \| \| 9e \| Abraham Olano \| Espagne \| Mapei-GB \| + 4 min 12 s \| \| 10e \| Bjarne Riis \| Danemark \| Deutsche Telekom \| + 4 min 16 s \| |                    |          |                              |                  |
| |                    |          |                              |                  |
| |                    |          |                              |                  |
| Classement général |                    |          |                              |                  |
| Coureur | Coureur            | Pays     | Équipe                       | Temps            |
| 1er | Stéphane Heulot    | France   | Gan                          | 22 h 53 min 55 s |
| 2e | Mariano Piccoli    | Italie   | Brescialat-Verynet           | + 22 s           |
| 3e | Cyril Saugrain     | France   | Aubervilliers 93-Peugeot     | + 34 s           |
| 4e | Rolf Jaermann      | Suisse   | MG Boys Maglificio-Technogym | + 34 s           |
| 5e | Danny Nelissen     | Pays-Bas | Rabobank                     | + 1 min 35 s     |
| 6e | Frédéric Moncassin | France   | Gan                          | + 3 min 54 s     |
| 7e | Alex Zülle         | Suisse   | ONCE                         | + 4 min 05 s     |
| 8e | Evgueni Berzin     | Russie   | Gewiss-Playbus               | + 4 min 08 s     |
| 9e | Abraham Olano      | Espagne  | Mapei-GB                     | + 4 min 12 s     |
| 10e | Bjarne Riis        | Danemark | Deutsche Telekom             | + 4 min 16 s     |

## Classements annexes
| Classement par points | Classement par points | Classement par points | Classement par points | Classement par points |
| Coureur               | Coureur               | Pays                  | Équipe                | Points                |
| --------------------- | --------------------- | --------------------- | --------------------- | --------------------- |
| 1er                   | Frédéric Moncassin    | France                | Gan                   | 112 pts               |
| 2e                    | Ján Svorada           | Tchéquie              | Panaria-Vinavil       | 100 pts               |
| 3e                    | Erik Zabel            | Allemagne             | Deutsche Telekom      | 88 pts                |
| 4e                    | Jeroen Blijlevens     | Pays-Bas              | TVM-Farm Frites       | 86 pts                |
| 5e                    | Mario Traversoni      | Italie                | Carrera Jeans         | 79 pts                |

| Classement par points | Classement par points | Classement par points | Classement par points | Classement par points |
| Coureur               | Coureur               | Pays                  | Équipe                | Points                |
| --------------------- | --------------------- | --------------------- | --------------------- | --------------------- |
| 1er                   | Frédéric Moncassin    | France                | Gan                   | 112 pts               |
| 2e                    | Ján Svorada           | Tchéquie              | Panaria-Vinavil       | 100 pts               |
| 3e                    | Erik Zabel            | Allemagne             | Deutsche Telekom      | 88 pts                |
| 4e                    | Jeroen Blijlevens     | Pays-Bas              | TVM-Farm Frites       | 86 pts                |
| 5e                    | Mario Traversoni      | Italie                | Carrera Jeans         | 79 pts                |

| Classement de la montagne | Classement de la montagne | Classement de la montagne | Classement de la montagne    | Classement de la montagne |
| Coureur                   | Coureur                   | Pays                      | Équipe                       | Points                    |
| ------------------------- | ------------------------- | ------------------------- | ---------------------------- | ------------------------- |
| 1er                       | Danny Nelissen            | Pays-Bas                  | Rabobank                     | 20 pts                    |
| 2e                        | Mariano Piccoli           | Italie                    | Brescialat-Verynet           | 10 pts                    |
| 3e                        | Stéphane Heulot           | France                    | Gan                          | 5 pts                     |
| 4e                        | José Luis Arrieta         | Espagne                   | Banesto                      | 5 pts                     |
| 5e                        | Rolf Jaermann             | Suisse                    | MG Boys Maglificio-Technogym | 4 pts                     |

| Classement de la montagne | Classement de la montagne | Classement de la montagne | Classement de la montagne    | Classement de la montagne |
| Coureur                   | Coureur                   | Pays                      | Équipe                       | Points                    |
| ------------------------- | ------------------------- | ------------------------- | ---------------------------- | ------------------------- |
| 1er                       | Danny Nelissen            | Pays-Bas                  | Rabobank                     | 20 pts                    |
| 2e                        | Mariano Piccoli           | Italie                    | Brescialat-Verynet           | 10 pts                    |
| 3e                        | Stéphane Heulot           | France                    | Gan                          | 5 pts                     |
| 4e                        | José Luis Arrieta         | Espagne                   | Banesto                      | 5 pts                     |
| 5e                        | Rolf Jaermann             | Suisse                    | MG Boys Maglificio-Technogym | 4 pts                     |

| Classement du meilleur jeune | Classement du meilleur jeune | Classement du meilleur jeune | Classement du meilleur jeune | Classement du meilleur jeune |
| Coureur                      | Coureur                      | Pays                         | Équipe                       | Temps                        |
| ---------------------------- | ---------------------------- | ---------------------------- | ---------------------------- | ---------------------------- |
| 1er                          | Stéphane Heulot              | France                       | Gan                          | 22 h 53 min 55 s             |
| 2e                           | Cyril Saugrain               | France                       | Aubervilliers 93-Peugeot     | + 34 s                       |
| 3e                           | Paolo Savoldelli             | Italie                       | Roslotto-ZG Mobili           | + 4 min 34 s                 |
| 4e                           | Jan Ullrich                  | Allemagne                    | Deutsche Telekom             | + 4 min 38 s                 |
| 5e                           | Rossano Brasi                | Italie                       | Polti                        | + 4 min 51 s                 |

| Classement du meilleur jeune | Classement du meilleur jeune | Classement du meilleur jeune | Classement du meilleur jeune | Classement du meilleur jeune |
| Coureur                      | Coureur                      | Pays                         | Équipe                       | Temps                        |
| ---------------------------- | ---------------------------- | ---------------------------- | ---------------------------- | ---------------------------- |
| 1er                          | Stéphane Heulot              | France                       | Gan                          | 22 h 53 min 55 s             |
| 2e                           | Cyril Saugrain               | France                       | Aubervilliers 93-Peugeot     | + 34 s                       |
| 3e                           | Paolo Savoldelli             | Italie                       | Roslotto-ZG Mobili           | + 4 min 34 s                 |
| 4e                           | Jan Ullrich                  | Allemagne                    | Deutsche Telekom             | + 4 min 38 s                 |
| 5e                           | Rossano Brasi                | Italie                       | Polti                        | + 4 min 51 s                 |

| Classement par équipes | Classement par équipes       | Classement par équipes | Classement par équipes |
| Équipe                 | Équipe                       | Pays                   | Temps                  |
| ---------------------- | ---------------------------- | ---------------------- | ---------------------- |
| 1re                    | Gan                          | France                 | 68 h 50 min 38 s       |
| 2e                     | Rabobank                     | Pays-Bas               | + 12 s                 |
| 3e                     | MG Boys Maglificio-Technogym | Italie                 | + 59 s                 |
| 4e                     | Aubervilliers 93-Peugeot     | France                 | + 1 min 27 s           |
| 5e                     | Brescialat-Verynet           | Italie                 | + 1 min 37 s           |

| Classement par équipes | Classement par équipes       | Classement par équipes | Classement par équipes |
| Équipe                 | Équipe                       | Pays                   | Temps                  |
| ---------------------- | ---------------------------- | ---------------------- | ---------------------- |
| 1re                    | Gan                          | France                 | 68 h 50 min 38 s       |
| 2e                     | Rabobank                     | Pays-Bas               | + 12 s                 |
| 3e                     | MG Boys Maglificio-Technogym | Italie                 | + 59 s                 |
| 4e                     | Aubervilliers 93-Peugeot     | France                 | + 1 min 27 s           |
| 5e                     | Brescialat-Verynet           | Italie                 | + 1 min 37 s           |